# Pit Schlechter
Pour les articles homonymes, voir Schlechter.
Pit Schlechter, né le 26 octobre 1990 à Luxembourg, est un coureur cycliste luxembourgeois.

## Biographie
Pit Schlechter naît le 26 octobre 1990 à Luxembourg au Luxembourg.
Il entre comme stagiaire le 1er août 2009 dans l'équipe Continental Differdange, qu'il quitte à la fin de l'année 2010. En 2012, il entre dans l'équipe Leopard-Trek Continental devenue en 2014 Leopard Development.

## Palmarès et résultats

### Palmarès sur route
- 2007
  -  Champion du Luxembourg sur route juniors
  - 3e du championnat du Luxembourg du contre-la-montre juniors
- 2008
  - Grand Prix François-Faber
  - 2e du championnat du Luxembourg du contre-la-montre juniors
- 2009
  - 2e du championnat du Luxembourg du contre-la-montre espoirs
- 2011
  -  Médaillé de bronze de la course en ligne aux Jeux des petits États d'Europe
  - 3e du championnat du Luxembourg du contre-la-montre espoirs
  - 3e du championnat du Luxembourg sur route espoirs
- 2012
  - 2e du championnat du Luxembourg du contre-la-montre espoirs
  - 3e du championnat du Luxembourg sur route espoirs
- 2013
  - Grand Prix Marc Angel
  - 2e du championnat du Luxembourg sur route
- 2015
  - Grand Prix Aldo Bolzan
  - 3e du championnat du Luxembourg sur route
- 2017
  - Grand Prix Majerus[2]
- 2018
  - Course de Bertrange
- 2021
  - Grand Prix Kropemann

### Classements mondiaux
| Année           | 2012 | 2013 | 2014 | 2015 | 2016 | 2017   | 2018 |
| --------------- | ---- | ---- | ---- | ---- | ---- | ------ | ---- |
| UCI Europe Tour | 703e | 354e | 988e | 421e |      | 1 581e | 804e |

### Palmarès en cyclo-cross
| - 2004-2005 - 2e du championnat du Luxembourg de cyclo-cross débutants - 2005-2006 - Champion du Luxembourg de cyclo-cross débutants - 2007-2008 - 3e du championnat du Luxembourg de cyclo-cross juniors - 2008-2009 - 2e du championnat du Luxembourg de cyclo-cross | - 2009-2010 - Champion du Luxembourg de cyclo-cross espoirs - 3e du championnat du Luxembourg de cyclo-cross - 2010-2011 - Champion du Luxembourg de cyclo-cross espoirs - 2016-2017 - 2e du championnat du Luxembourg de cyclo-cross |

### Palmarès en VTT
- 2019
  - 2e du championnat du Luxembourg de cross-country
- 2020
  - 3e du championnat du Luxembourg de cross-country